# 明日の開拓者
明日の開拓者（あすのかいたくしゃ、アラビア語：رواد الغد, Ruwwād al-Ghad, ルウワード・アル＝ガドないしはルーワード・アル＝ガド, 「明日の開拓者たち」「明日の先駆者たち」の意）はパレスチナのハマース系テレビ局アル＝アクサー・テレビ（قناة الأقصى, Qanāt al-Aqṣā, カナート・アル＝アクサー, 「アル＝アクサー・チャンネル」の意）が2007年4月13日から2009年10月16日の間に放送した子供番組である。

## 番組内容
放送日は金曜日。全4シーズンにわたり合計21回分が放送された。
子役のサッラー・バルフームがゲストとして登場する色々な着ぐるみたちとパレスチナ事情や抵抗運動について語り合うトークコーナー、9～13歳の視聴者らが電話出演するコーナー、現地社会とパレスチナ問題を描いたミニドラマなどが含まれており、セサミストリートを思わせる構成であった。
しかしながら通常の子供番組が主題とする道徳やしつけよりも、イスラエル・欧米諸国・資本主義への批判が主要なテーマであったことからイスラエルや諸外国で問題視され話題となった。
また上記放送期間の後に同チャンネルは出演者や着ぐるみが異なる同名番組を放送しており、初代出演者のサッラー・バルフームが電話出演で現役子供司会らを激励するという演出もなされた。

## 出演者・登場キャラクター

### サッラー・バルフーム
سراء برهوم（Sarrāʾ Barhūm、本人公式英字表記：Sarraa Barhoom）
初代司会で、ヒジャーブをかぶっている少女。パレスチナのガザ地区出身で、放送当時子役・歌手として活躍していた。その後大学でアラビア語を専攻し出版社の校正スタッフとなった。

### ファルフール
فرفور（Farfūr、英字表記例：Farfur、Farfour、Farfoor）
この番組のメインキャラクター。キャラクター自体はアラブ諸国で流通している典型的なミッキーマウスの版権侵害無許諾着ぐるみであり、ミッキーマウスに瓜二つだったためそのシナリオとともに話題となった。
名前はアラビア語で「ネズミ」を意味する名詞 فَأْرٌ（faʾr, ファアル（実際はファァルとファッルを混ぜたような発音））の愛称語形 فَرْفُورٌ（farfūr, ファルフール）であり「ネズミくん」「ネズミっち」といったニュアンスを持つ、動物キャラクターによくあるタイプの名前となっている。日本語記事では英字表記Farfurに当て字をした「ファルフル」というカタカナ表記が多い。
テストでカンニングをして叱られたりと、視聴者らにモラルやマナーを教えるシーンにも登場している。（カンニングの動機はユダヤ人に自宅を破壊され教科書類が瓦礫の下に埋まってテスト勉強ができなかったせいだったと弁解したが、ハーズィムおじさんに諭され不正は良くないと学びテスト自体は落第した。）
1948年に失い今はテルアビブとなった父祖の土地を奪還するよう死の間際に祖父（伝統衣装を来た人間）から頼まれ当時の家の鍵と所有権を示す書類を託されたが、具体的にどうやって祖国を解放すれば良いのかわからず戸惑っているうちにイスラエル側に拘束されてしまう。大金で買い取るから書類を渡すようにとの要求を拒否、かの地に帰還してそこで暮らすのだと主張し続けた末に相手を犯罪者、テロリストと呼んだために殴る・蹴るの暴行を受け投獄。
直後の司会コメントにより、彼が自分の土地を守ろうとして殉教し死亡したことが明らかにされた。ファルフールの死去により第1シーズンは第5回で最終回となった。

### ナッフール
نحول（Naḥḥūl、英字表記例：Nahhul、Nahul、Nahoul、Nahool等）
名前はアラビア語で「ハチ、ミツバチ」を意味する名詞 نَحْلٌ（naḥl, ナフル（実際はナハルに近い発音））の愛称語形 نَحُّولٌ（naḥḥūl, ナッフール）であり「ハチくん」「ハッチ」といったニュアンスを持つ。なお日本語記事では英字表記Nahulに当て字をした「ナフール」というカタカナ表記が多い。
ネズミのファルフールが殉教し死亡したのを受け第2シーズンで登場。異種ではあるがファルフールの従兄弟という設定。包囲下のガザ地区で病気に罹患したがイスラエルに移送することが許可されていないため、医療事情が悪いガザで十分な治療を受けられず心臓マッサージの甲斐無く死亡。司会がこれは単なる死ではなく祝宴と呼ぶにふさわしいとし、英雄視するコメントを添えた。
ナッフールは子供がマナー等を学習するよう間違いを犯す役割を負っており、このナッフールが何か良くない言動をし視聴者らが正しい対処方法を学ぶ、というのが定番になっていた。
第8回目のエピソードでは猫のしっぽをつかんで振り回したり、ライオンの檻に向かって石を投げるといった悪いふるまいの事例を演じるなどした。動物虐待については司会のサッラー・バルフームがナッフールを叱責。預言者ムハンマドの言行録（ハディース）を引き合いに出し、猫を閉じ込め飲食を与えず虐待の末に死なせた女性が神により地獄に落とされたように、同じことをしていればナッフールも同じ運命をたどると警告。視聴者らに動物虐待が罪であることを教え真似をしないよう呼びかけるシーンとなっているが、教育目的の撮影であれ動物虐待には変わりないとして動物愛護団体から非難も寄せられた。
このナッフールを始めとする複数動物キャラクターの操演者でもあった俳優ムハンマド・アル＝アルイール（محمد العرعير, Muḥammad al-ʿArʿīr）は2014年10月イスラエルにより彼の自宅を標的としたミサイル爆撃で死去。
なお同名の新シリーズにもナッフールというハチのキャラクターが登場するが、病死したナッフールとは全く異なる外見の着ぐるみとなっている。

### アッスード
أسود（Assūd、英字表記例：Assud、Assoud）
名前はアラビア語で「ライオン、獅子」を意味する名詞 أَسَدٌ（asad, アサド）の愛称語形 أَسُّودٌ（assūd, アッスード）であり「ライオンくん」といったニュアンスを持つ。
異種ではあるが病死したナッフールの兄弟。着ぐるみキャラクター自体はウサギだが、ウサギのような臆病者ではなくライオンのように勇猛になり敵を食らう者となりたいという願いから「アッスード（ライオンくん）」と名乗っているという設定。パレスチナ解放闘争のため住んでいたレバノンから帰郷。
しかしながらイスラエル側の攻撃により負傷しガザの病院で死亡。彼の死を受け、子役の少女がパレスチナのために自分たちが身を捧げることを誓った。

### ナッスール
نصور（Naṣṣūr、英字表記例：Nassur、Nassour）
熊の着ぐるみ。ジハード戦士としてパレスチナの子供たちを守るためハマースの軍事部門であるイッズッディーン・アル＝カッサーム部隊に加入すべく（おそらくはイランから）ガザ地区に来たという設定。ユダヤ人やシオニストたちを掃討しメッカ（マッカ）のカアバ神殿に皆が巡礼に訪れているようにアル＝クドス（エルサレム）にも来られるようにしよう、といった発言を行った。
「敵の言語を知ろう」という趣旨のコーナーで英語とヘブライ語について司会らと会話が交わされた際、ナッスールがヘブライ語の知識を持っていることが明らかになった。
彼の生死ははっきりしていないが、自爆攻撃により死去したとの視聴者情報が存在するという。

### ハーズィムおじさん
العم حازم（al-ʿAmm Ḥāzim, アル＝アンム・ハーズィム）
この番組の生みの親であるハーズィム・アッ＝シャアラーウィー（حازم الشعراوي, Ḥāzim al-Shaʿrāwī）が本名で出演。シリーズ中に数回登場した。

## 番組に対する反応
同番組は子供番組であるにもかかわらず政争・宗教的対立・戦争といった問題を取り入れたスタイルであったことから、入植者たちに対する憎悪や殺害の意思を植え付ける洗脳であるとして各国で否定的な反応が生じることとなった。
イスラエル政府やユダヤ人団体からの抗議も行われ、イスラエル外相は同番組がパレスチナの子供たちに暴力・憎悪・殺人を教え込むものであるとして批判。またウォルト・ディズニー親族がミッキーマウスの悪用に対し不快感を示し、テレビ局の運営者でもあるハマースを非難するコメントを出すなどした。
パレスチナ自治政府のムスタファー・アル＝バルグースィー（アラビア語：مصطفى البرغوثي, Muṣṭafā al-Barghūthī、一般的カタカナ表記：ムスタファ・バルグーティ、英字表記例：Mustafa Barghouti）情報相はパレスチナ問題に関する誤ったアプローチ方法だとして偽ミッキー番組を非難し放送中止を求めたがアル＝アクサー・テレビ側は拒否。ファルフール死後も別のキャラクターを登場させ放送が続けられた。